# Romeo Zondervan

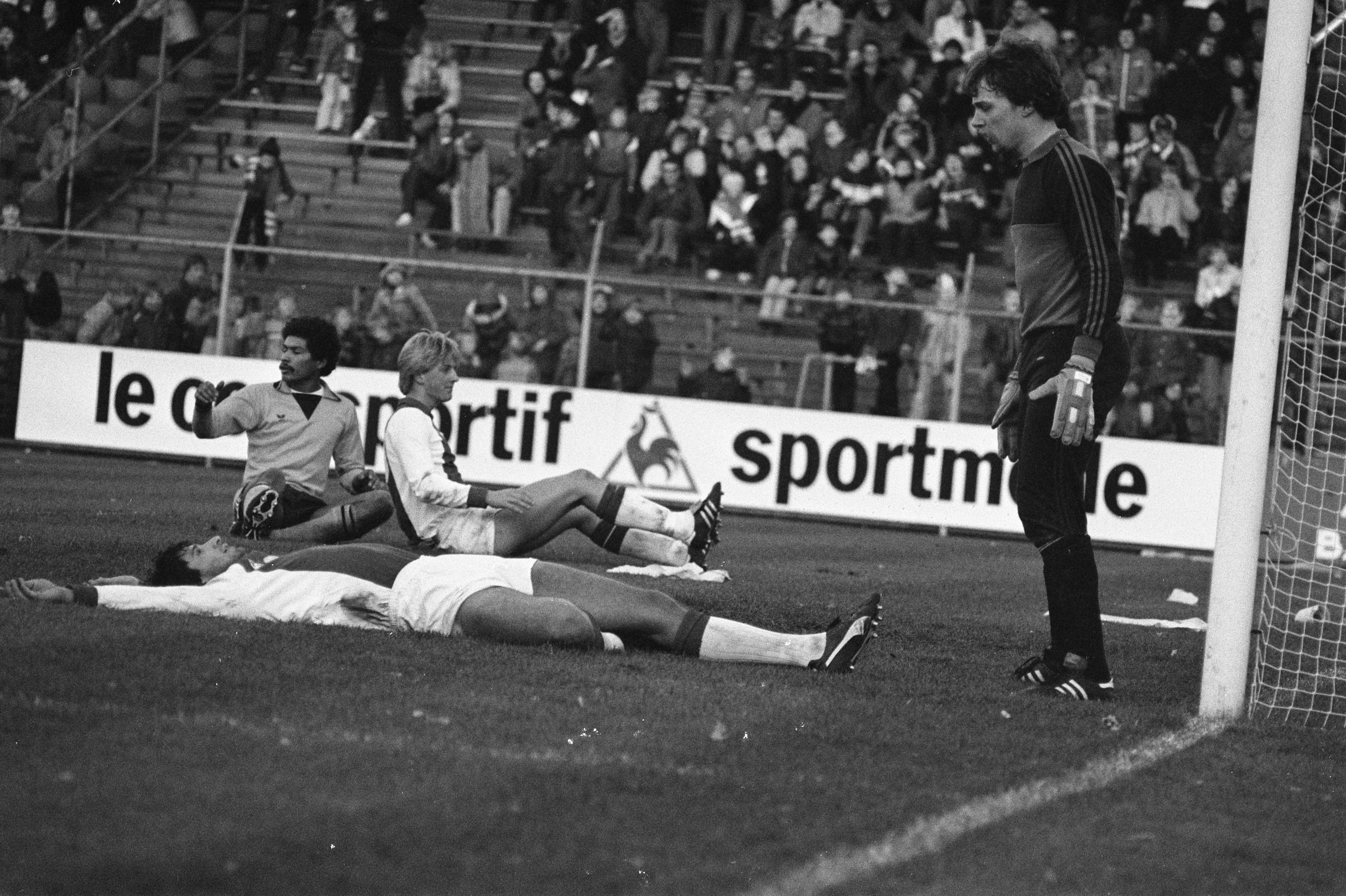
Zondervan zittend links tijdens een wedstrijd Ajax tegen FC Twente (5-3) op 30 november 1980. Voorts de Ajacieden Tscheu La Ling en Wim Kieft, alsmede FC Twente-doelman Eddy Pasveer.

Romeo Zondervan (Paramaribo, 3 maart 1959) is een Nederlands voormalig voetballer. De verdediger van Surinaamse afkomst kwam uit voor FC Den Haag, FC Twente en NAC in Nederland en West Bromwich Albion en Ipswich Town in Engeland.

## Loopbaan
Romeo Zondervan voetbalde in zijn jeugd voor de Haagse amateurclub Postalia. Op zijn veertiende werd hij gescout door ADO. In 1977 maakte hij onder trainer Anton Malatinský zijn profdebuut voor FC Den Haag. Het talent van Zondervan werd ook bij de KNVB opgemerkt: hij werd achtereenvolgens geselecteerd voor het UEFA Jeugdteam en Jong Oranje. In januari 1979 tekende hij een contract voor drie en een half jaar bij FC Twente, dat hem aantrok als opvolger van de naar PSV vertrokken Piet Wildschut.
In zijn Twentse periode kwam Zondervan nadrukkelijk in beeld bij het Nederlands elftal. Hij maakte deel uit van de selectie voor het Europees kampioenschap voetbal 1980. Hoewel hij reeds zijn opwachting maakte in enkele officieuze oefenwedstrijden van Oranje, maakte hij zijn debuut op 22 februari 1981, in een wedstrijd tegen Cyprus. Zondervan nam in deze wedstrijd de plaats in van de geblesseerde Ben Wijnstekers. Het zou bij deze ene interland blijven.
In maart 1982 vertrok Zondervan naar West Bromwich Albion in Engeland. Twee jaar eerder was Ajax al eens geïnteresseerd geweest, maar uit angst om op de bank te belanden koos hij er toen nog voor bij Twente te blijven. Na ruim twee jaar bij West Bromwich Albion, verkaste Zondervan in 1984 naar Ipswich Town. In acht jaar tijd kwam hij uit in 274 competitieduels voor deze club, waarin hij dertien doelpunten maakte. In 1992 ging hij terug naar Nederland en tekende hij een contract bij NAC, dat in de Eerste divisie uitkwam. Met deze club promoveerde hij in 1993 naar de Eredivisie. In 1995 beëindigde hij zijn profcarrière. Daarna speelde hij nog bij de amateurs van SVV.
Zondervan verhuisde met zijn gezin naar Lonneker en werd jeugdtrainer bij FC Twente. In 1999 kwam hij als scout in dienst bij Ipswich Town. In 2002 startte hij een loopbaan als spelerbegeleider. Hij werkte samen met Rob Groener en was vanaf 2003 werkzaam bij de Stichting Fair Deal Sportmanagement. Zondervan had als aandachtsgebied Engeland en de oostelijke helft van Nederland. Hij behartigde onder andere de belangen van Collins John en Simon Cziommer